# Ambalema
Ambalema est une municipalité colombienne située dans le département de Tolima.

## Démographie
Selon les données récoltées par le DANE lors du recensement de 2005, Ambalema compte une population de 7 563 habitants.

## Culture et patrimoine
Le centre historique d'Ambalema acquiert le statut de monument national via la décret no 776 du 2 avril 1980, sa zone d'influence étant par la suite délimitée par la résolution no 022 du 6 août 1997.

## Liste des maires
- 2016 - 2019 : Juan Carlos Chavarro Rojas
- 2020 - 2023 : Justiniano Chacón Orjuela[3]